# 天理大学附属天理図書館
天理大学附属天理図書館（てんりだいがくふぞく てんりとしょかん）は、奈良県天理市に所在する、日本有数の規模をもつ図書館である。天理大学附属の施設であるが、同大学関係者、天理教教団関係者に限らず一般利用者にも公開されており、原則として15歳以上（中学生を除く）であれば入館・利用が可能である。蔵書は約146万冊で、国宝、重要文化財、重要美術品を含む和漢洋の貴重書、古典籍も多数収蔵されている。

## 沿革
天理大学の前身は、1925年（大正14年）に開校した天理外国語学校である。同校は天理教が、海外布教のために必要な外国語力をもった人材を養成するために創設した学校であり、第二次世界大戦後の1949年（昭和24年）に新制大学の天理大学となった。天理図書館は天理外国語学校開校と同年の1925年8月に命名され、それまで天理教各施設に分散していた図書を校舎一室に集めて1926年（大正15年）11月から2万6千冊をもって一般閲覧を開始した。
図書館の建物は1930年（昭和5年）に新築された。東京帝国大学図書館館長の姊崎正治からミネソタ大学図書館の設計プランの提供を受けこれを参考に設計されている。設計は京都帝国大学教授の坂静雄、実施設計は島田良馨、施工は小坂井組である。運搬作業や基礎工事の一部は「ひのきしん」と呼ばれる天理教信者の労働奉仕で賄われた。その後蔵書の増加に伴い1963年（昭和38年）に当初と同じ坂静雄の設計、竹中工務店の施工で東館が増築された。建物は当時最新の知見を元に建築され、増築を経ているものの80年以上を経た現在も内外装ともほぼ当初のまま使用されており、歴史的な図書館建築として価値が高く、2023年（令和5年）2月27日付で登録有形文化財となっている。
天理大学付属の文化施設としては他に天理参考館がある。天理参考館は日本を含む世界各地の民族資料・考古資料を収集展示する博物館で、1930年に開館した。天理図書館および天理参考館のコレクションの充実発展については、稀代のコレクターとしての一面もあった中山正善（なかやましょうぜん、1905－1967）の力によるところが大きい。中山正善は天理教の開祖・中山みきの曾孫にあたる人物で、天理教第2代真柱（しんばしら、「教主」の意）を務め、天理図書館・天理参考館の開館当時は20歳代の青年であった。中山正善は、天理教の海外布教にあたる人材は、単に語学力を身につけているだけではなく、布教先の国の文化を深く理解する必要があると考え、そのためには世界各国の文化的背景を知るうえで欠かせない実物資料を収集し、参考に供するべきだと考えた。天理図書館・天理参考館の所蔵品の収集はこのような理念から始まった。
中山正善は1941年（昭和16年）に京都の儒学者伊藤仁斎・東涯父子を祖とする伊藤家の蔵書である古義堂文庫を一括購入するなど、早くから蒐書家として知られたが、古典籍コレクターとしてその本領を発揮するのは第二次世界大戦後のことである。大戦後、日本の社会は混乱に陥り、旧公家、大名家などが長年にわたり伝えてきた蔵書や古美術品が続々と売りに出された。また、財閥解体、財産税の課税などに伴い、戦前の大コレクターの中にも貴重な蔵書を手放す者が多かった。こうした世相のなか、GHQは戦前に国家とのつながりが強かった既成神道の神社を統制する一方で、仏教や新宗教についてはむしろ優遇措置をとり、これらは税制面でも優遇されていた。日本国内の著名な新宗教のひとつである天理教の代表者たる中山正善が多くの貴重書を収集できたのは、こうした時代背景のもと、昭和20年代（1945年～1950年代前半）という、日本の古美術・文化財が大移動した時期に、多くのコレクションを一括購入できたことが主たる要因と言われている。
天理図書館は大学関係者や研究者に限らず、一般利用者にも広く開放されている。国宝・重要文化財指定品は原本の閲覧はできないが、展示会等で公開される場合がある。
館の出版物としては『天理図書館善本叢書』、機関誌『ビブリア』などがある。
なお、天理図書館および天理参考館の所蔵品は、東京都千代田区神田錦町の東京天理教館内にある「天理ギャラリー」において順次公開展示されている。

## コレクション
天理図書館の所蔵図書は約146万冊（2013年3月末現在、2012年に「情報ライブラリー」として独立した大学分館の蔵書を除く）で、その中には国宝6件をはじめとする多くの貴重書を含む。特に傑出している分野としては、日本文学関係の古写本、キリシタン版、インキュナブラ（15世紀の西洋初期活字本）、古地図などがある。日本文学関係では源氏物語、竹取物語、伊勢物語などの古写本のほか、俳諧・連歌関連、井原西鶴・松尾芭蕉関連などが充実しており、樋口一葉の『たけくらべ』、夏目漱石の『三四郎』をはじめ、森鷗外、芥川龍之介、永井荷風などの近代文学者の自筆原稿も所蔵されている。また、珍しいものとしては、本能寺の変において明智光秀軍の兵士として従軍していたとされる本城惣右衛門なるものが晩年に変事について言及している「本城惣右衛門覚書」が蔵書として存在する（閲覧は不可）。
日本文学関連の古写本や乾元本『日本書紀』をはじめとする古典籍類には国宝・重要文化財指定品も数多い。国指定文化財以外の著名な所蔵品としては、1595年オランダの地理学者オルテリウス刊の世界地図帳、1536年ドイツの地図製作者フォペル作の地球儀、中国明代の類書『永楽大典』の古写本などがある。
所蔵の古典籍には学者、蒐書家などの蔵書を一括入手したものも多い。中でも綿屋文庫、古義堂文庫、吉田文庫の3件は別置され、請求記号も他の図書とは別になっている。綿屋文庫は中山家（天理教教祖中山みきの家）の屋号「綿屋」にちなむもので、名古屋の石田元季（石田春風）旧蔵の近世文学書約1万冊、神戸の川西和露旧蔵の俳諧書約3千冊、京都の藤井乙男（藤井紫影）旧蔵の近世文学書約5千冊などを含む文学関係資料が中心で、柿衞文庫、東京大学図書館「洒竹・竹冷文庫」とともに三大俳諧コレクションと評価されている。古義堂文庫は京都の儒学者伊藤仁斎・東涯父子の家に長く伝わった蔵書一括で、『論語古義』『孟子古義』などの著述稿本類をはじめ、日記、書簡、蔵書、所用の印鑑などを含む。吉田文庫は、吉田神道の卜部家（吉田家）に伝来した神道関係書、古文書などの一括である。このほか、佐佐木信綱旧蔵の竹柏園文庫本、公家の三条西伯爵家伝来本、九条公爵家伝来本、第二次大戦後に流出した京都・東寺旧蔵の古典籍類なども収蔵されている。

## 文化財

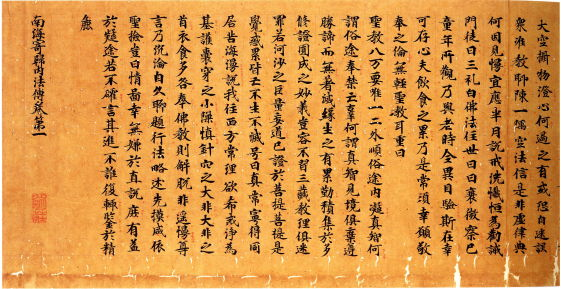
南海寄帰内法伝 巻一巻末

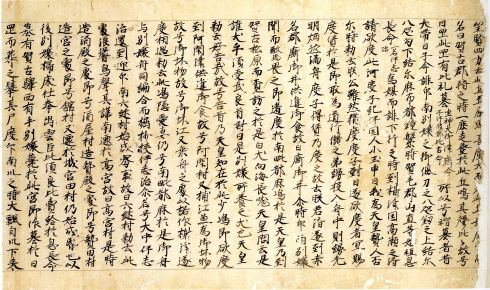
播磨国風土記 巻頭

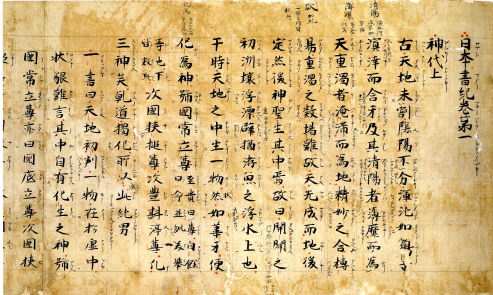
日本書紀神代巻

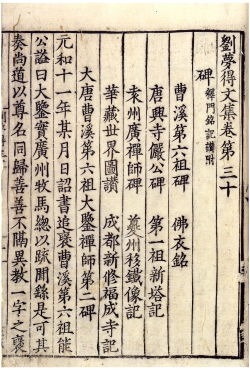
劉夢得文集

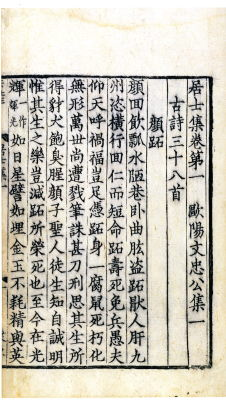
欧陽文忠公集

### 国宝
- 宋刊本欧陽文忠公集（おうよう ぶんちゅうこうしゅう）（金沢文庫本）39冊
- 宋版劉夢得文集（りゅうぼうとく ぶんしゅう）12冊
- 南海寄帰内法伝 巻第一、第二 2巻
- 日本書紀神代巻上下（吉田本）乾元二年卜部兼夏奥書 2巻
- 播磨国風土記（三条西家旧蔵）
- 類聚名義抄 11帖（東寺観智院旧蔵）

### 重要文化財
仏書
- 金剛般若経集験記 上中下残巻
- 梵字形音義 巻第四 明覚撰 保安三年書写奥書

日本文学
- 竹取物語 天正廿年中院通勝書写奥書
- 源氏物語（池田本）49帖[7][8]
- 源氏物語（国冬本）54帖[9][10]
- 源氏物語抄 永仁七年書写奥書
- 古今集註零本（片仮名本）2冊
- 詞花和謌集
- 新古今和歌集 上下（烏丸本）
- 新古今和歌集 上下 正平十二年書写奥書
- 貫之集 文永十二年書写奥書
- 伊勢集[11]
- 永縁奈良房歌合
- 撃蒙抄 貞治五年書写奥書
- 僻案抄[12]
- 光厳院宸翰三十六番歌合（貞和五年八月九日）
- 三百六十番歌合 目録に建永元年書写奥書 6帖
- 伏見天皇宸翰三十番歌合（判歌藤原為兼）
- 聞書集（西行上人家集）
- 新撰菟玖波集（実隆本）明応六年三条西実隆書写奥書 2帖
- 新撰菟玖波集（邦高本）明応六年伏見宮邦高親王書写奥書 2帖
- 浅茅が露
- 日本往生極楽記 応徳三年仁豪書写奥書
- 謡本百二十番（車屋本）鳥養道晣筆 文禄五年奥書 24帖
- 奥の細道曾良随行日記　自筆本 附:奥の細道曽良本
- 乙夜随筆 霊元天皇宸翰

歴史書・歴史物語
- 古事記 上（道果本）永徳元年書写奥書
- 日本書紀　自巻第三至第三十 天文九年卜部兼右書写奥書（吉田家本）28冊
- 日本後紀  6冊
- 本朝世紀 残巻（天慶五年四月条）
- 先代旧事本紀  大永元年二年ト部兼永書写奥書 5冊
- 古語拾遺 （暦仁本）
- 古語拾遺 卜部兼直筆（嘉禄本）
- 扶桑略記 抄
- 大鏡 （道長、雑々物語）（池田本）
- 大鏡 中之上 建久三年書写奥書
- 大鏡残巻（千葉本）

法制関係書
- 延喜式神名帳 上下 2巻
- 類聚三代格 巻第三 文永五年中原職宗奥書（東寺観智院旧蔵）

音楽芸能関係書
- 音楽根源鈔
- 管絃音義
- 神楽歌（重種本）
- 古箏譜
- 梁塵秘抄巻第一并梁塵秘抄口伝集巻第一残巻

漢文学
- 作文大躰（東寺観智院旧蔵）

字書・類書
- 世俗諺文 上巻（東寺観智院旧蔵）
- 和名類聚抄 自巻第六至巻第十 1帖（高山寺本）
- 三宝類字集 巻上（高山寺本）

キリシタン版
- おらしよの飜訳（吉利支丹版長崎刊 慶長五年）
- ぎやどぺかどる 上巻（吉利支丹版 慶長四年）
- こんてむつすむんぢ（吉利支丹版京都刊 慶長十五年）
- ばうちずもの授けやう（吉利支丹版）
- 落葉集吉利支丹版 西暦一五九八年
- 落葉集残巻（吉利支丹版 西暦一五九八年）（十二枚）
- 太平記抜書（吉利支丹版）6冊

その他典籍
- 六波羅殿家訓 貞和三年書写奥書
- 香要抄 本末 2巻
- 薬種抄 本

漢籍
- 古文尚書 巻第十一 元亨三年長頼書写奥書（東寺観智院旧蔵）
- 古文孝経 文安三年聰快奥書（東寺観智院旧蔵）
- 蒙求 康永四年書写（東寺観智院旧蔵）
- 蒙求 建永元年及建保六年本奥書（東寺観智院旧蔵）
- 趙志集
- 文選 巻第廿六 元徳二年書写奥書（東寺観智院旧蔵）
- 文選集注 巻第百十六残巻
- 五臣注文選 巻第廿残巻
- 白氏文集 巻第三十三（金沢文庫本）寛喜三年唯寂房書写奥書
- 宋版後漢書 慶元刊本（内七冊補写本）23冊
- 宋版新編酔翁談録 2冊
- 宋版捜神秘覧 巻上中下
- 宋版毛詩要義 32冊
- 宋版予章黄先生文集 22冊
- 通典（宋刊本）35冊
- 白氏六帖事類集（宋刊本）18冊

日記類
- 貞信公御記抄 10巻（九条家旧蔵）
- 九条殿御記（部類年中行事）3巻（九条家旧蔵）
- 中右記部類 巻第五、第九、第廿、第廿八
- 明月記 自筆本 安貞元年秋
- 明月記 自筆本 治承四年・五年記

文書類
- 関東下知状　正和二年七月廿日（附：正和二年八月九日六波羅施行状）
- 九条兼実惣処分状 元久元年四月廿三日とあり（九条家旧蔵）
- 皇嘉門院御惣処分状并後白河法皇勅報（九条家旧蔵）
- 天福元年九条道家政道奏状 九条基家筆（九条家旧蔵）
- 太政官符 宝亀三年十二月十九日 藤原百川自署
- 伏見天皇置文案 後伏見天皇宸翰 正安三年九月一日
- 法印宗清石清水八幡宮立願文草案 貞応二年十月 藤原定家筆

絵画
- 絹本淡彩夢遊桃源図 安堅筆

### 登録有形文化財
- 天理図書館西館
- 天理図書館東館

出典：2000年までの指定物件については、『国宝・重要文化財大全 別巻』（所有者別総合目録・名称総索引・統計資料）（毎日新聞社、2000）による。
旧蔵者名注記については、文化財保護委員会編・刊行『指定文化財総合目録 昭和33年版（美術工芸品扁）』1958、による。

## 所在地・アクセス
- 〒632-8577　奈良県天理市杣之内町1050
- JR桜井線・近鉄天理線天理駅から徒歩20分
- 休館日－毎月末・年末年始のほか不定期に休館日がある。
- 開館時間－9時開館、17時30分閉館（土・日・祝日・振替休日の開館日は16時30分）